# Ortochile nigrococerulea
Ortochile nigrococerulea är en tvåvingeart som beskrevs av Pierre André Latreille 1809. Ortochile nigrococerulea ingår i släktet Ortochile och familjen styltflugor. Inga underarter finns listade i Catalogue of Life.